# 1195
Il 1195 (MCXCV in numeri romani) è un anno  del XII secolo.

## Eventi
- Alessio III Angelo succede ad Isacco II Angelo sul trono di Bisanzio.
- 18 luglio: Battaglia di Alarcos - Scontro tra gli Almohadi guidati dal califfo Abū Yūsuf Yaʿqūb al-Mansur e il re Alfonso VIII di Castiglia che vide la sconfitta delle forze castigliane e la loro successiva ritirata a Toledo, mentre gli Almohadi conquistarono Trujillo, Montánchez e Talavera.

## Nati
- 15 agosto - Antonio di Padova, religioso e presbitero portoghese († 1231)
- Muhammad ibn Nasr, sultano († 1273)
- Peire Bremon Ricas Novas, trovatore francese († 1265)
- Giordano da Giano, francescano italiano
- Guerau I di Urgell, nobile († 1228)
- Isabella di Scozia, nobile britannica
- Mafalda del Portogallo, portoghese († 1256)
- Roger de Quincy, conte († 1264)
- Zayd Abu Zayd († 1269)
- Alice di Champagne, nobile francese († 1246)
- Ugo I di Cipro, sovrano francese († 1218)

## Morti
- 3 marzo - Ugo Puiset, vescovo cattolico francese
- 25 luglio - Guglielmo I di Ginevra, nobile franco
- 25 luglio - Herrad von Landsberg, badessa e scrittrice tedesca
- 6 agosto - Enrico il Leone, duca tedesco (n. 1129)
- 7 agosto - Richard Palmer, arcivescovo cattolico inglese
- 16 agosto - Milone da Cardano, arcivescovo cattolico italiano
- 13 ottobre - Gualdim Pais, cavaliere medievale portoghese (n. 1118)
- 8 novembre - Corrado Hohenstaufen, nobile tedesco
- 10 novembre - Giovanni Griffi, vescovo cattolico italiano
- 17 dicembre - Baldovino V di Hainaut, conte (n. 1150)
- Ildebrandino Novello, nobile italiano
- Guillem de Berguedà, trovatore spagnolo
- Bernart de Ventadorn, trovatore, poeta e compositore francese (n. 1135)
- Bertoldo di Calabria, santo francese
- Giovanni Cantacuzeno, generale bizantino
- Guglielmo IX d'Alvernia, conte
- Rhodri ab Owain Gwynedd, sovrano (n. 1135)
- Alberto I di Meißen, nobile tedesco (n. 1158)

## Calendario
| Calendario 1195 | Calendario 1195 | Calendario 1195 | Calendario 1195 | Calendario 1195 | Calendario 1195 | Calendario 1195 | Calendario 1195 | Calendario 1195 | Calendario 1195 | Calendario 1195 | Calendario 1195 | Calendario 1195 | Calendario 1195 | Calendario 1195 | Calendario 1195 | Calendario 1195 | Calendario 1195 | Calendario 1195 | Calendario 1195 | Calendario 1195 | Calendario 1195 | Calendario 1195 | Calendario 1195 | Calendario 1195 | Calendario 1195 | Calendario 1195 | Calendario 1195 | Calendario 1195 | Calendario 1195 | Calendario 1195 | Calendario 1195 | Calendario 1195 |
| --------------- | --------------- | --------------- | --------------- | --------------- | --------------- | --------------- | --------------- | --------------- | --------------- | --------------- | --------------- | --------------- | --------------- | --------------- | --------------- | --------------- | --------------- | --------------- | --------------- | --------------- | --------------- | --------------- | --------------- | --------------- | --------------- | --------------- | --------------- | --------------- | --------------- | --------------- | --------------- | --------------- |
|                 | 1               | 2               | 3               | 4               | 5               | 6               | 7               | 8               | 9               | 10              | 11              | 12              | 13              | 14              | 15              | 16              | 17              | 18              | 19              | 20              | 21              | 22              | 23              | 24              | 25              | 26              | 27              | 28              | 29              | 30              | 31              |                 |
| Gennaio         | Do              | Lu              | Ma              | Me              | Gi              | Ve              | Sa              | Do              | Lu              | Ma              | Me              | Gi              | Ve              | Sa              | Do              | Lu              | Ma              | Me              | Gi              | Ve              | Sa              | Do              | Lu              | Ma              | Me              | Gi              | Ve              | Sa              | Do              | Lu              | Ma              |                 |
| Febbraio        | Me              | Gi              | Ve              | Sa              | Do              | Lu              | Ma              | Me              | Gi              | Ve              | Sa              | Do              | Lu              | Ma              | Me              | Gi              | Ve              | Sa              | Do              | Lu              | Ma              | Me              | Gi              | Ve              | Sa              | Do              | Lu              | Ma              |                 |                 |                 |                 |
| Marzo           | Me              | Gi              | Ve              | Sa              | Do              | Lu              | Ma              | Me              | Gi              | Ve              | Sa              | Do              | Lu              | Ma              | Me              | Gi              | Ve              | Sa              | Do              | Lu              | Ma              | Me              | Gi              | Ve              | Sa              | Do              | Lu              | Ma              | Me              | Gi              | Ve              |                 |
| Aprile          | Sa              | Do              | Lu              | Ma              | Me              | Gi              | Ve              | Sa              | Do              | Lu              | Ma              | Me              | Gi              | Ve              | Sa              | Do              | Lu              | Ma              | Me              | Gi              | Ve              | Sa              | Do              | Lu              | Ma              | Me              | Gi              | Ve              | Sa              | Do              |                 |                 |
| Maggio          | Lu              | Ma              | Me              | Gi              | Ve              | Sa              | Do              | Lu              | Ma              | Me              | Gi              | Ve              | Sa              | Do              | Lu              | Ma              | Me              | Gi              | Ve              | Sa              | Do              | Lu              | Ma              | Me              | Gi              | Ve              | Sa              | Do              | Lu              | Ma              | Me              |                 |
| Giugno          | Gi              | Ve              | Sa              | Do              | Lu              | Ma              | Me              | Gi              | Ve              | Sa              | Do              | Lu              | Ma              | Me              | Gi              | Ve              | Sa              | Do              | Lu              | Ma              | Me              | Gi              | Ve              | Sa              | Do              | Lu              | Ma              | Me              | Gi              | Ve              |                 |                 |
| Luglio          | Sa              | Do              | Lu              | Ma              | Me              | Gi              | Ve              | Sa              | Do              | Lu              | Ma              | Me              | Gi              | Ve              | Sa              | Do              | Lu              | Ma              | Me              | Gi              | Ve              | Sa              | Do              | Lu              | Ma              | Me              | Gi              | Ve              | Sa              | Do              | Lu              |                 |
| Agosto          | Ma              | Me              | Gi              | Ve              | Sa              | Do              | Lu              | Ma              | Me              | Gi              | Ve              | Sa              | Do              | Lu              | Ma              | Me              | Gi              | Ve              | Sa              | Do              | Lu              | Ma              | Me              | Gi              | Ve              | Sa              | Do              | Lu              | Ma              | Me              | Gi              |                 |
| Settembre       | Ve              | Sa              | Do              | Lu              | Ma              | Me              | Gi              | Ve              | Sa              | Do              | Lu              | Ma              | Me              | Gi              | Ve              | Sa              | Do              | Lu              | Ma              | Me              | Gi              | Ve              | Sa              | Do              | Lu              | Ma              | Me              | Gi              | Ve              | Sa              |                 |                 |
| Ottobre         | Do              | Lu              | Ma              | Me              | Gi              | Ve              | Sa              | Do              | Lu              | Ma              | Me              | Gi              | Ve              | Sa              | Do              | Lu              | Ma              | Me              | Gi              | Ve              | Sa              | Do              | Lu              | Ma              | Me              | Gi              | Ve              | Sa              | Do              | Lu              | Ma              |                 |
| Novembre        | Me              | Gi              | Ve              | Sa              | Do              | Lu              | Ma              | Me              | Gi              | Ve              | Sa              | Do              | Lu              | Ma              | Me              | Gi              | Ve              | Sa              | Do              | Lu              | Ma              | Me              | Gi              | Ve              | Sa              | Do              | Lu              | Ma              | Me              | Gi              |                 |                 |
| Dicembre        | Ve              | Sa              | Do              | Lu              | Ma              | Me              | Gi              | Ve              | Sa              | Do              | Lu              | Ma              | Me              | Gi              | Ve              | Sa              | Do              | Lu              | Ma              | Me              | Gi              | Ve              | Sa              | Do              | Lu              | Ma              | Me              | Gi              | Ve              | Sa              | Do              |                 |